# 라콘차 해변

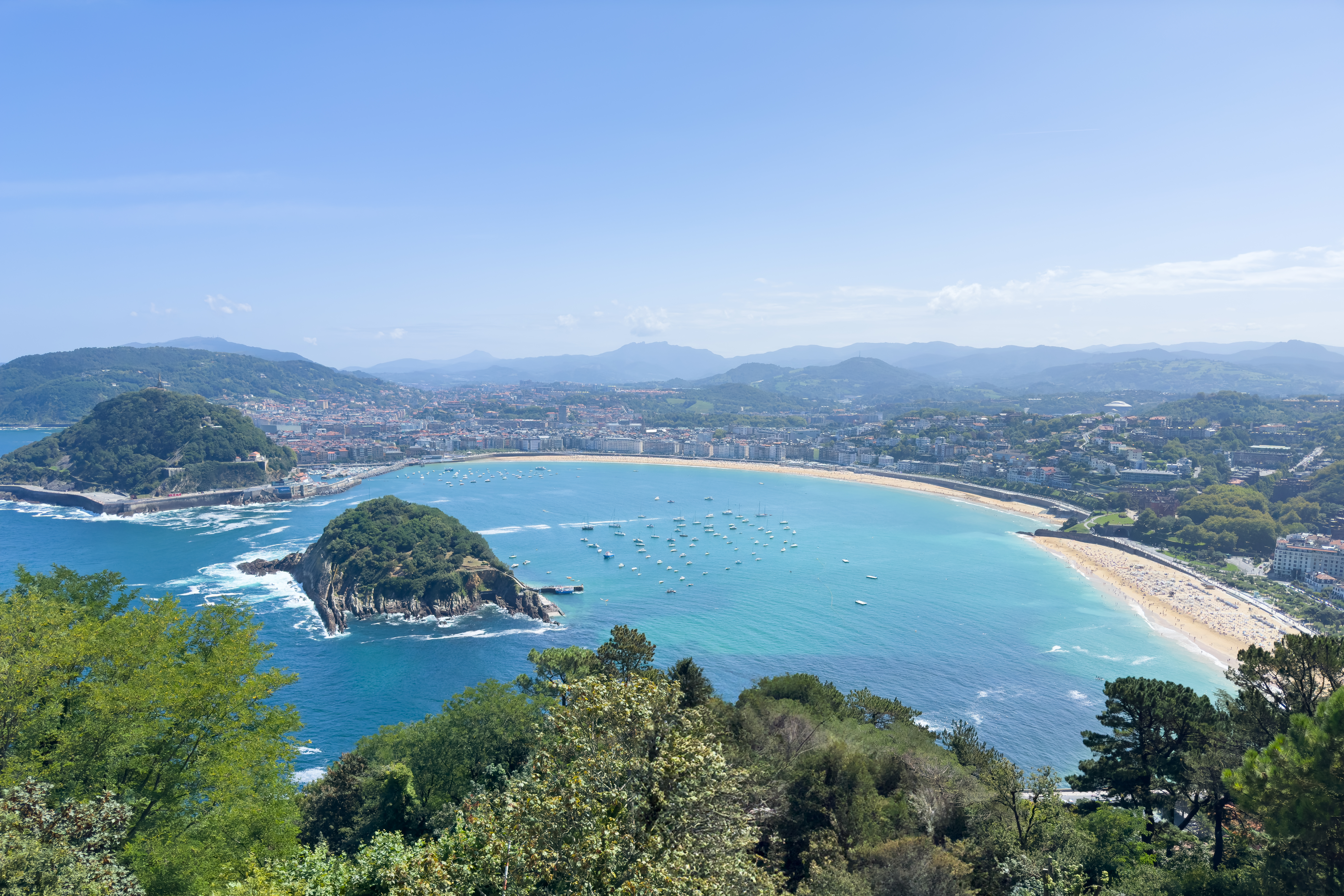
이겔도산에서 본 산세바스티안의 라콘차 해변 풍경

라콘차 해변(Beach of La Concha, 바스크어: Kontxa Hondartza, 스페인어: Playa de La Concha, 의미: "조개껍데기 해변")은 스페인 북부 바스크주의 라콘차만(Bay of La Concha)에 위치한 산세바스티안 시의 초승달 모양의 도시 해안선이다. "콘차"라는 이름은 그 놀랍도록 규칙적인 모양에서 유래되었다. 라콘차만의 경치 좋은 환경과 유행하는 해변 리조트의 19세기 우아함은 이곳을 매우 인기 있는 장소로 만들었으며, 유럽에서 가장 아름답고 유명한 도시 해변 중 하나로 자주 언급된다.

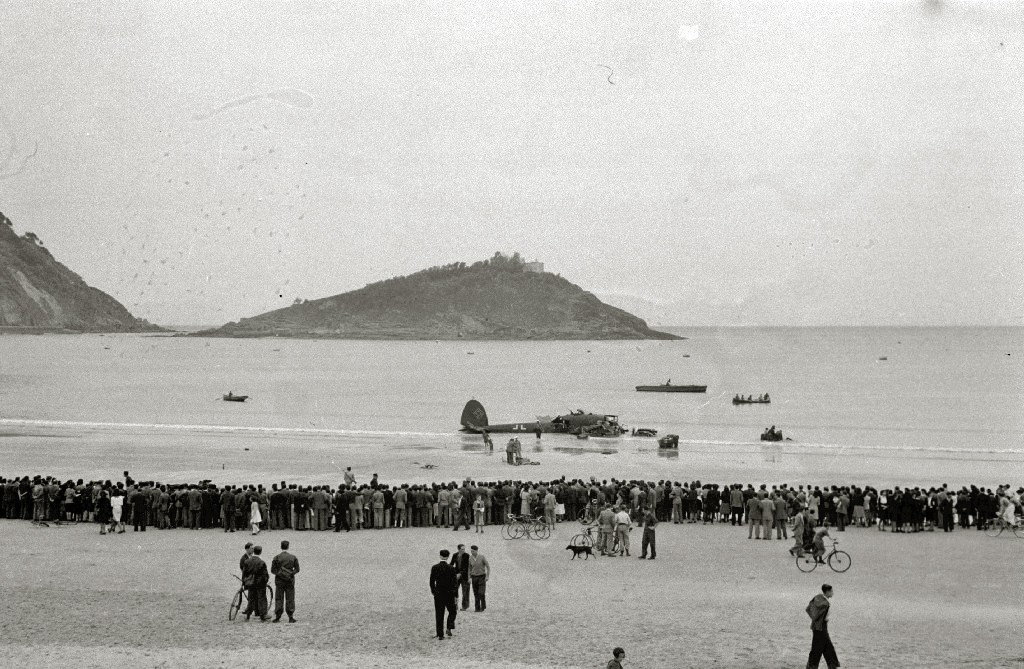
라콘차 해변 물에 착륙한 레옹 드그렐의 하인켈 He 111

제2차 세계 대전 중 가장 유명한 나치 협력자 중 한 명인 벨기에 정치인 레옹 드그렐은 1945년 5월 연합군의 보복을 피해 라콘차에 수상 착륙했다. 그는 1994년 사망할 때까지 그 나라에서 망명 생활을 했다. 또한 라콘차 해변은 어니스트 헤밍웨이의 고전 태양은 다시 떠오른다에서 언급되는데, 주인공 제이크 반즈는 마지막에 라콘차 해변에서 잠시 수영과 다이빙을 한다.
이곳은 모래 해변이며 얕은 지반으로, 조수 변동이 이용 가능한 면적에 큰 영향을 미친다. 널리 사용되는 도시 해변으로 간주될 수 있다.

## 같이 보기
- 산세바스티안